# Little Sand Lake (Minnesota)
Little Sand Lake es un territorio no organizado ubicado en el condado de Itasca en el estado estadounidense de Minnesota. En el Censo de 2010 tenía una población de 349 habitantes y una densidad poblacional de 3,76 personas por km².

## Geografía
Little Sand Lake se encuentra ubicado en las coordenadas 47°13′44″N 93°16′45″O / 47.22889, -93.27917. Según la Oficina del Censo de los Estados Unidos, Little Sand Lake tiene una superficie total de 92.88 km², de la cual 90.15 km² corresponden a tierra firme y (2.94%) 2.74 km² es agua.

## Demografía
Según el censo de 2010, había 349 personas residiendo en Little Sand Lake. La densidad de población era de 3,76 hab./km². De los 349 habitantes, Little Sand Lake estaba compuesto por el 98.57% blancos, el 0% eran afroamericanos, el 0.29% eran amerindios, el 0% eran asiáticos, el 0% eran isleños del Pacífico, el 0% eran de otras razas y el 1.15% pertenecían a dos o más razas. Del total de la población el 0% eran hispanos o latinos de cualquier raza.